# Hannah Spearritt
Hannah Spearritt, née le 1er avril 1981 à Great Yarmouth, dans le comté du Norfolk, en Angleterre, est une chanteuse et actrice britannique.
Elle est connue pour avoir été l'une des membres du groupe S Club 7 jusqu'à leur séparation en 2003.
Après l'aventure S Club 7, elle a joué dans plusieurs films à Hollywood aux États-Unis.
Jusqu'en 2006, elle a été en couple avec Paul Cattermole, aussi ex-membre du S Club 7 qu'elle avait rencontré 4 ans avant la formation du groupe. Cette nouvelle avait été révélée lorsque celui-ci avait quitté le groupe, un an auparavant. En 2006, elle était en couple avec Andrew Lee Potts, acteur de Nick Cutter et les Portes du temps. Le couple s'est séparé en 2013.

## Biographie

### Jeunesse
À l'âge de 12 ans, elle monte sur scène pour la première fois en décrochant un rôle dans la comédie musicale  Annie. Par la suite, elle intègre le National Youth Music Theatre, une organisation artistique du Royaume-Uni qui propose aux jeunes une formation préprofessionnelle et une expérience de la scène dans le domaine de la comédie musicale, c'est ici qu'elle y rencontre pour la première fois Paul Cattermole.

En 1998, elle a joué dans le téléfilm The Cater Street Hangman jouant le rôle d'une femme de chambre qui se fait assassiner. Elle a également fait des apparitions à la National Lottery et à Blue Peter.

### S Club 7
En 1998, alors âgée de 18 ans, Hannah Spearritt intègre le S Club 7 un groupe de musique pop anglais formé par Simon Fuller, le créateur des Spice Girls.
La bande s'envole rapidement pour Miami, afin d'y tourner les épisodes de la série Miami 7. Celle-ci racontera l'histoire de 7 jeunes qui tentent à tout prix de percer aux États-Unis. C'est par le biais de Miami 7 que le public découvrira leurs chansons.
Leur premier album sort la même année et leur tube Bring it all Back sera rapidement numéro 1 des ventes britanniques.
En 2000, un deuxième volet de la série voit le jour, L.A. 7 tournée à Los Angeles, suivie de la sortie de leur deuxième album.
À la suite de leur succès fulgurant, en 2001, un troisième volet de la série fait son apparition, Hollywood 7  et sortent leur 3e album, Sunshine, qui leur permet d’être reconnu à l'internationale. Les chansons Don't Stop Movin' (en) et Never Had a Dream Come True (en) remportent plusieurs récompenses dont celle de chanson de l’année aux États-Unis.
Fin 2002, le S Club 7, désormais renommé S Club, à la suite du départ de Paul Cattermole, poursuit leur aventure en Espagne avec la série Viva S club et sort un nouvel album nommé Seeing Double.
En 2003, le groupe tourne un film : Seeing Double et décide de se séparer la même année d'un commun accord.
En 2014, le S Club 7 se reforme le temps d'une représentation pour la BBC Children in Need où ils interprètent un medley de leurs plus grands tubes.
Quelques mois après, le groupe fait son grand retour sur scène à l'occasion d'une tournée au Royaume-Uni intitulé : Bring It All Back – 2015 Arena Tour.
Février 2023, le groupe annonce qu'une tournée est prévue à l'occasion des 25 ans de S Club 7, seulement à l'annonce du décès de Paul Cattermole en avril 2023, Hannah a décidé de ne plus y participer, le groupe s'appelle désormais S Club .

### 2003-présent
Après s'être séparée du groupe, Hannah Spearritt décide de se consacrer essentiellement au métier d'actrice, elle apparaît dans quelques films tels que : Cody Banks, agent secret 2 : Destination Londres, Le fils de Chucky.
C'est en 2007, grâce à son rôle dans Nick Cutter et les Portes du temps que sa carrière prend un réel tournant, la série va connaître un succès international durant 5 saisons.
Entre 2016 et 2017, elle apparaît dans d'autres séries télévisées comme : Casualty et EastEnders.

## Vie privée
Hannah Spearritt et Paul Cattermole se sont rencontré pour la première fois en 1994 alors qu'ils étaient tous deux membres du National Youth Music Theatre, ils se retrouvent en 1998 lorsqu'ils intègrent le groupe S Club 7.
Ils ont été en couple de 2001 à 2006.
En 2015, lors de la tournée Bring It All Back – 2015 Arena Tour elle se remet en couple avec Paul Cattermole, leur relation durera quelques mois avant d'à nouveau se séparer.
Après l'annonce du décès de Paul Cattermole en avril 2023, Hannah dévastée, a accordé une interview à The Sun déclarant qu'il a été son premier vrai amour.
En 2006, elle a commencé à fréquenter Andrew Lee Potts, son partenaire dans la série Nick Cutter et les Portes du temps le couple s'est fiancé en 2008 mais finissent par se séparer en 2013. La même année, elle se met en couple avec son coach sportif, Adam Thomas, ils se fiancent l'année suivante seulement Hannah met un terme à leur relation en 2015 afin de revivre son idylle avec Paul Cattermole.
En 2018, elle se remet en couple avec Adam Thomas et donne naissance à leur fille la même année. Deux ans plus tard, leur deuxième enfant voit le jour, également une petite fille.

## Filmographie

### Serie télévisée
- 1999 - 2003 : S Club 7 : Hannah Spearritt
- 2005 : Blessed - saison 1 - épisodes 4, 6 et 7 :
- 2007 : Miss Marple : À l'hôtel Bertram  (saison 3 - épisode 1)  : Tilly Rice
- 2007 - 2011 : Nick Cutter et les Portes du temps : Abby Maitland
- 2013 : Meurtre au paradis : Coup de soleil  (saison 2 - épisode 6)  : Lily Shaw
- 2016 : Casualty : Mercedes Christie (9 épisodes)
- 2017 à 2018 : EastEnders : Kandice Taylor (7 épisodes)

### Films
- 2003 : Seeing Double de Nigel Dick : Hannah Spearritt
- 2004 : Cody Banks, agent secret 2 : Destination Londres de Kevin Allen : Emily Sommers
- 2004 : Le fils de Chucky de Don Mancini : Joan
- 2014 : The Goob de Guy Myhill : Mary
- 2015 : Utopia de Hassan Nazer

## Discographie

### Avec le S Club 7
- S Club (1999)
- 7 (2000)
- Sunshine (2001)
- Seeing Double (2002)
- Best - The Greatest Hits Of S Club 7 (2003)